# Dekanat mukaczewski
Dekanat mukaczewski – jeden z 7 dekanatów katolickich w diecezji mukaczewskiej na Ukrainie.

## Parafie
- Borodówka - Kościół św. Anny
- Czynadijowo - Kościół Narodzenia św. Jana Chrzciciela
- Fridzieszowo-Kolczyno - Kościół św. Ap. Piotra i Pawła
- Gut - Budynek orendowany {bez wezwania}
- Mukaczewo-katedra - Kościół katedralny św. Marcina z Tur
- Mukaczewo-Pałanok - Kościół Serca Jezusowego
- Mukaczewo-Pidgorodok - Kościół Najświętszego Imienia Maryi
- Kluczarki - Kościół Dobrego Pasterza
- Klaczanowo - Kościół Wniebowzięcia Najświętszej Maryi Panny
- Kobałewice - Kościół Matki Bożej Królowej
- Koropiec Nyżni - Kościół greckokatolicki bł. Teodora Romżi
- Koropiec Werchni - Kościół Wniebowzięcia Najświętszej Maryi Panny
- Kuczawa - Kościół św. Augustyna
- Łałowo - Kościół Narodzenia Najświętszej Maryi Panny
- Pawszyno - Kościół Podwyższenia Krzyża Świętego
- Sinaik - Kościół Podwyższenia Krzyża Świętego
- Swalawa - Kościół Wniebowzięcia Najświętszej Maryi Panny
- Szenborn - Kościół św. Michała